# 白晝之夜
白晝之夜（法語：Nuit Blanche，又稱白夜，也曾被翻譯為白色夜晚）是法國首都巴黎舉辦的一個文化活動，開始於2002年10月，於每年10月第一個週六晚間六點至週日清晨六點舉行。在白晝之夜時，巴黎從晚間19點開始到天亮會舉辦各種文化活動，巴黎市政廳也對民眾開放。除了巴黎之外，白晝之夜也在多倫多、俄羅斯的聖彼得堡、和台灣的台北等城市舉行。
臺北的第一屆白晝之夜起始於2016年，於當時正在進行舊城區復興的臺北市西區舉辦，參與人數僅有20萬人；2018年達到40萬人，2019年估計超過40萬人參與，讓臺北成為全亞洲最盛大的白晝之夜舉辦城市。

## 全球舉辦城市
法國
- 巴黎（2002年）
- 梅斯（2008年）

 比利时
- 布魯塞爾（2004年）

 義大利
- 羅馬（2003年）

 西班牙
- 馬德里

 英国
- 里茲

 俄羅斯
- 聖彼得堡

 斯洛伐克
- 科希策（2010年）

 葡萄牙
- 布拉加（2012年）

 臺灣
- 臺北（2016年至今）

- 首爾（2011年）

 加拿大
- 蒙特婁（2004年）
- 多倫多（2006年）

 秘魯
- 利馬

 哥伦比亚
- 波哥大（2013年～2015年，如今已停辦）

## 臺北白晝之夜
臺北白晝之夜根基於「都市創新」及「公共空間設計」兩大核心概念，為市民提供親近藝術及城市的場域。有三大特色：「跨夜舉辦」、「免費參加」及「公民參與」，透過多樣化的藝術作品及演出安排，讓人自然接觸藝術，自由穿梭於城市空間之中。2016年於北門周邊首次舉辦，臺北白晝之夜在每年10月或11月的第一個週末舉辦，在城市中塑造獨特的交流共享環境，透過藝術轉化都市空間，讓整個臺北市化身一夜限定的大型美術館。

### 歷年場域
- 2016年，舊城，「藝術夜遊」，迪化街市－重慶南路（書店街）－二二八和平公園。
- 2017年，公館，「前進藝術金銀島」，臺灣大學－羅斯福路－客家文化主題公園。
- 2018年，中山，「顛倒之城」，中山北路一段至三段，北區為花博公園圓山及美術園區，南區為中山雙連線形公園及林森北路之間。並加開轉運列車（圓山＝台北車站）。
- 2019年，大直－內湖，「雙面芭蕾」。並加開轉運列車（劍南路－忠孝復興）。
- 2020年，南港，「南港通電 看見交界」。並加開轉運列車（南港及昆陽－台北車站）。
- 2021年，以網路虛擬舉辦，「線上感」，原訂於北投，以新北投站周邊為主要展區，惟因疫情而取消實體，然北投部分場館仍響應活動而延長營業。
- 2022年，士林，「士林大戲院」。並加開轉運列車（士林及劍潭－台北車站）。
- 2023年，信義，「起義吧」。並加開轉運列車（市政府及國父紀念館－台北車站、台北101/世貿－台北車站）。
- 2024年，大安，「夜行動物派對」。並加開轉運列車（忠孝復興及忠孝新生－台北車站、大安及大安森林公園－台北車站）。
- 2025年，圓山，主題尚待公布。

## 照片集

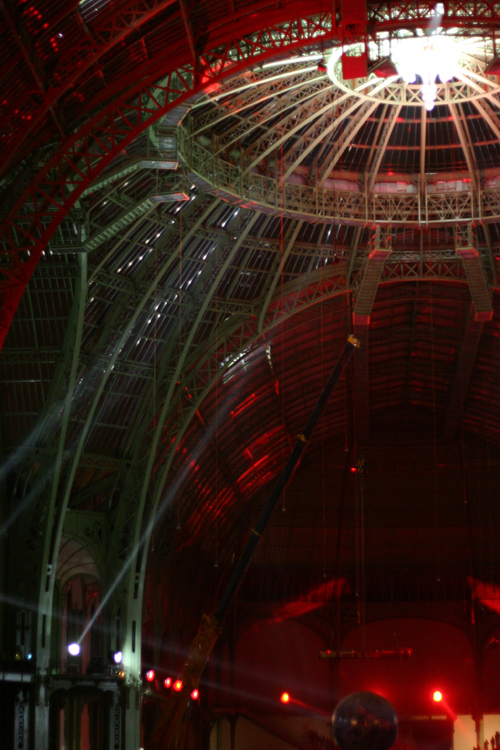
2005年，巴黎大皇宮
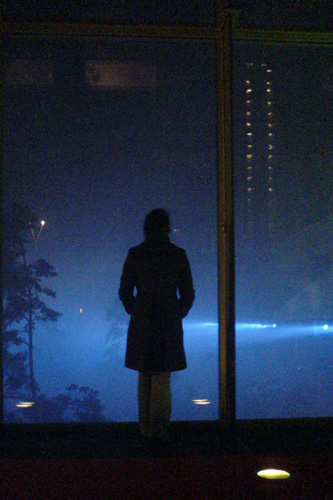
2006年，法國國家圖書館
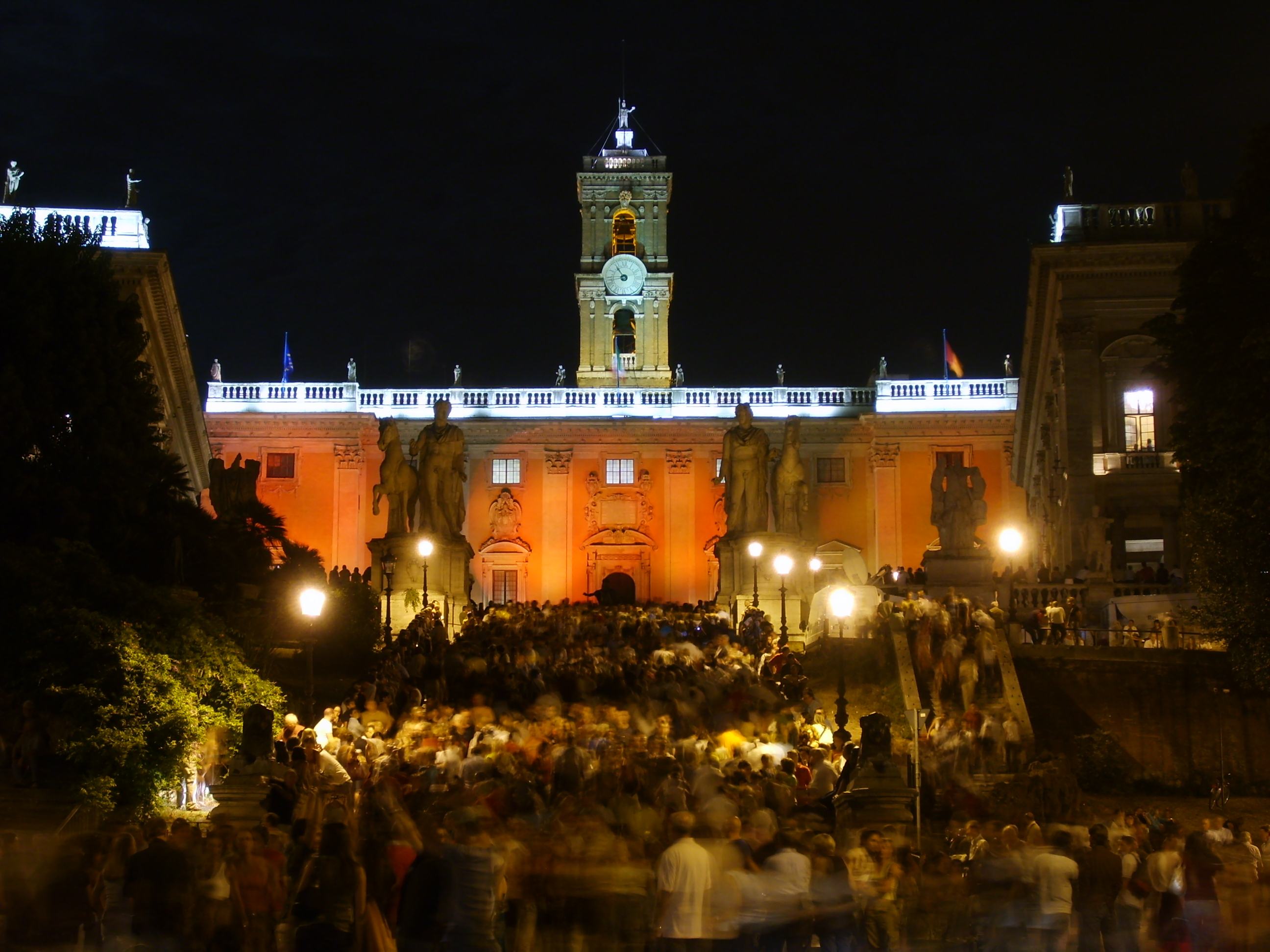
2006年，羅馬
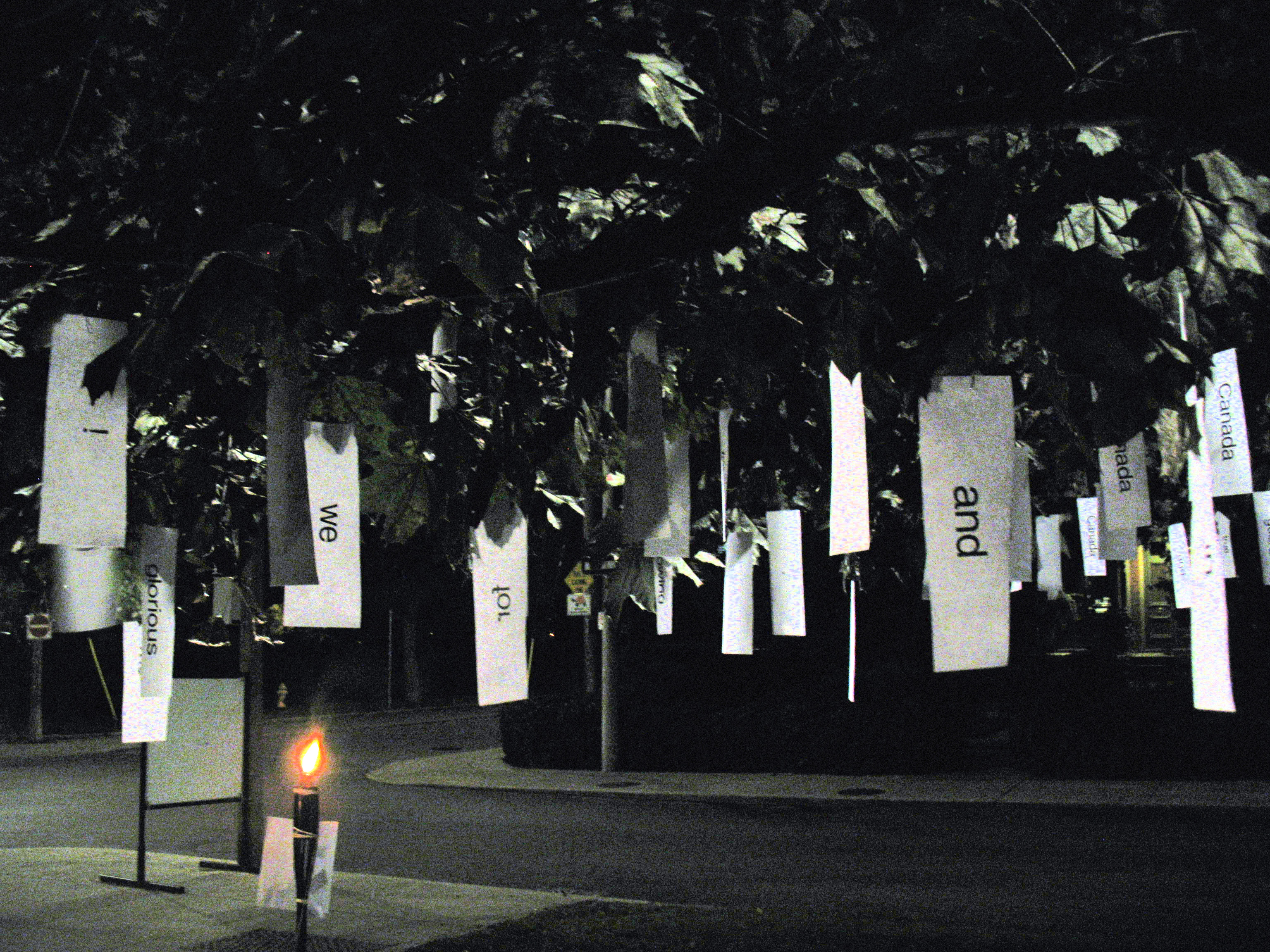
2008年，多倫多
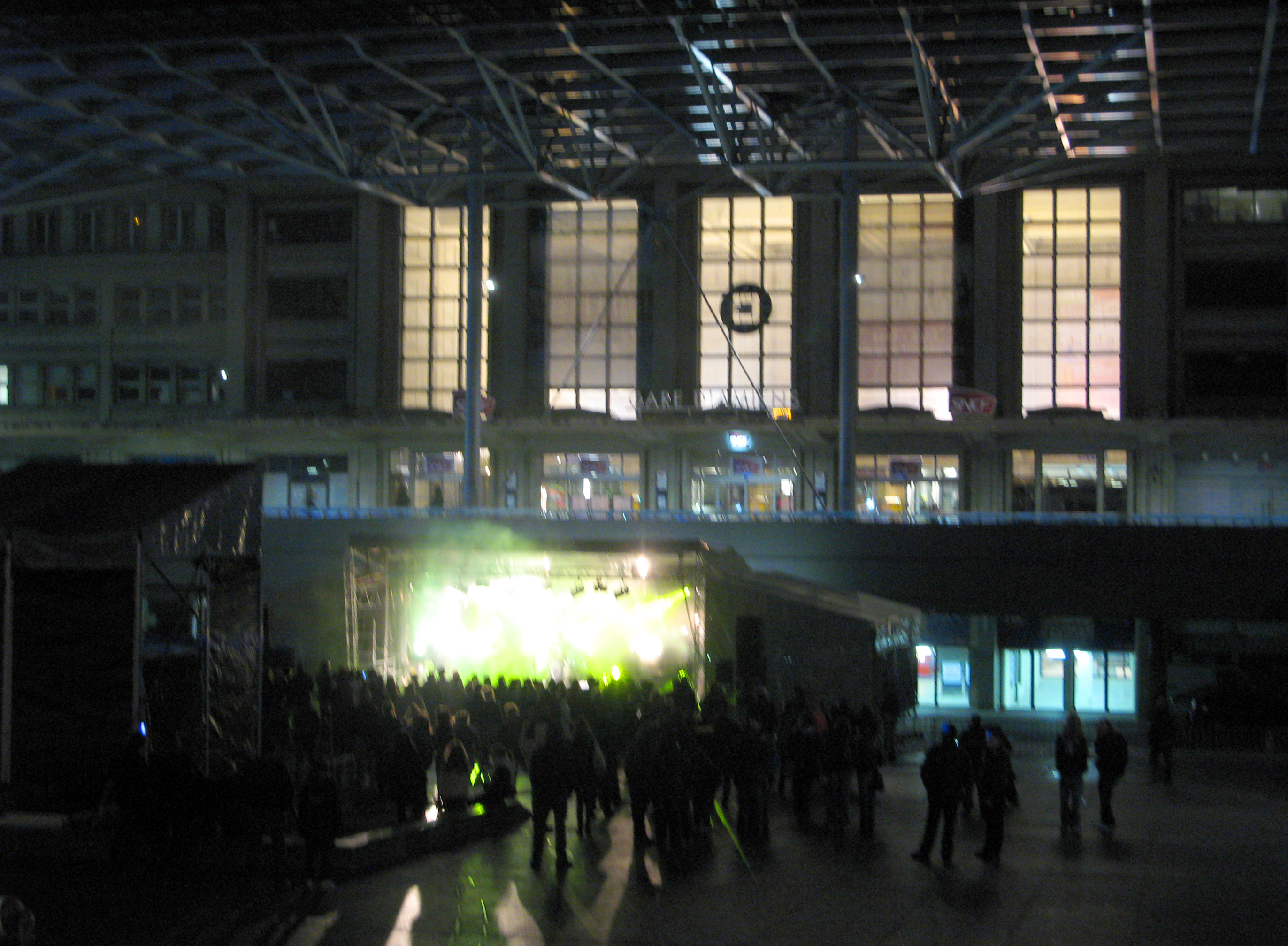
2009年，亞眠
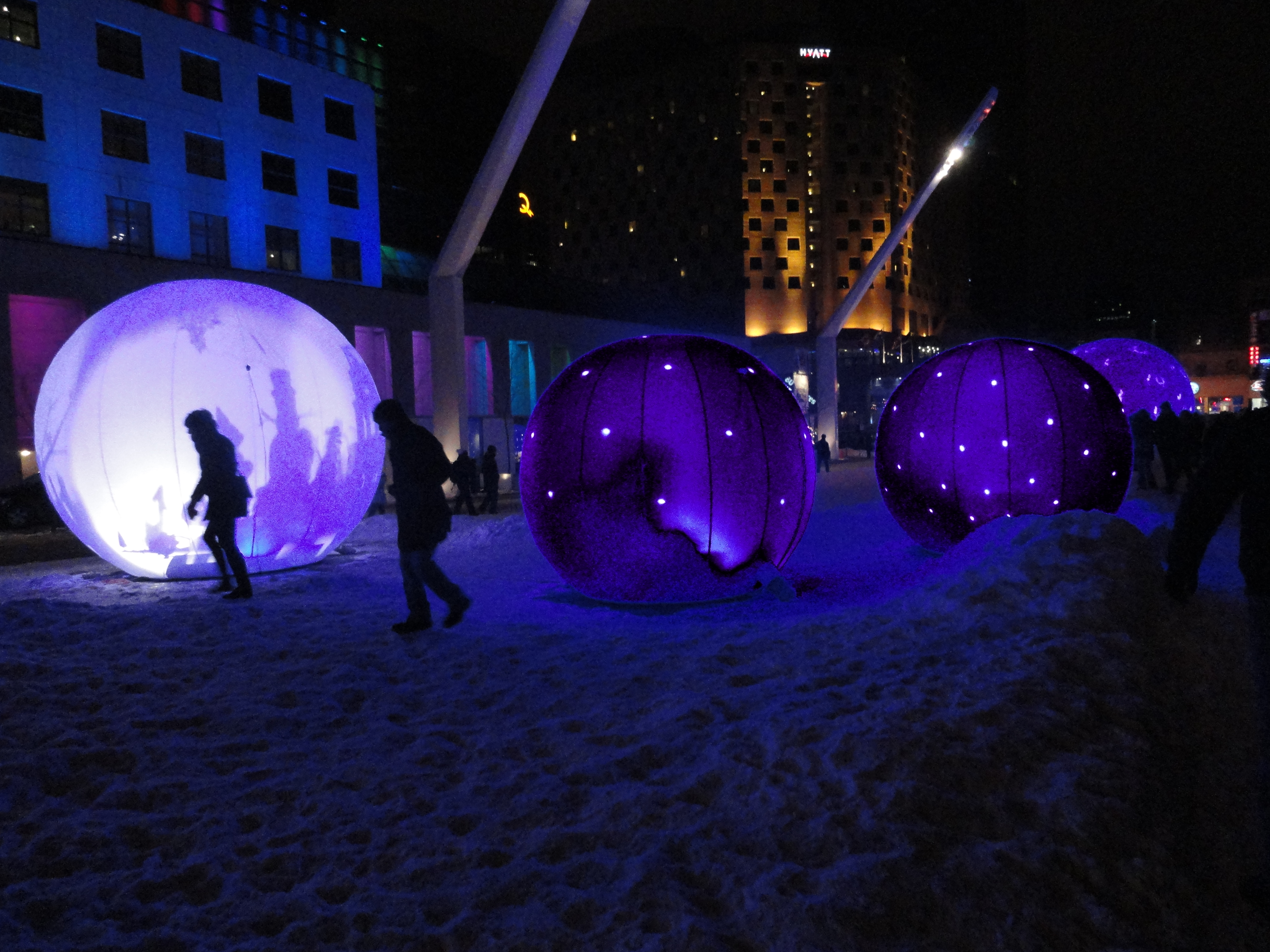
2010年，蒙特婁
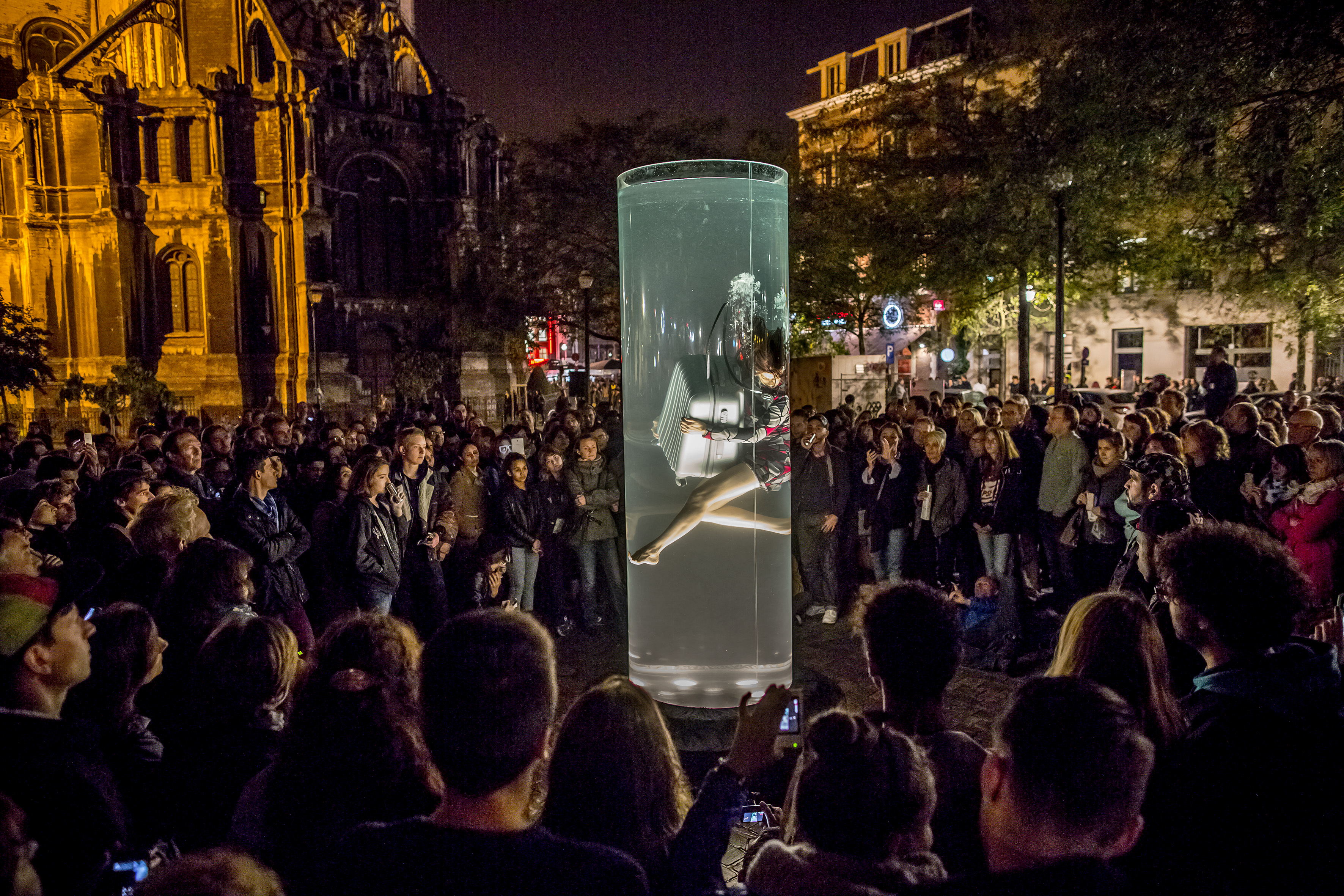
2015年，布魯塞爾
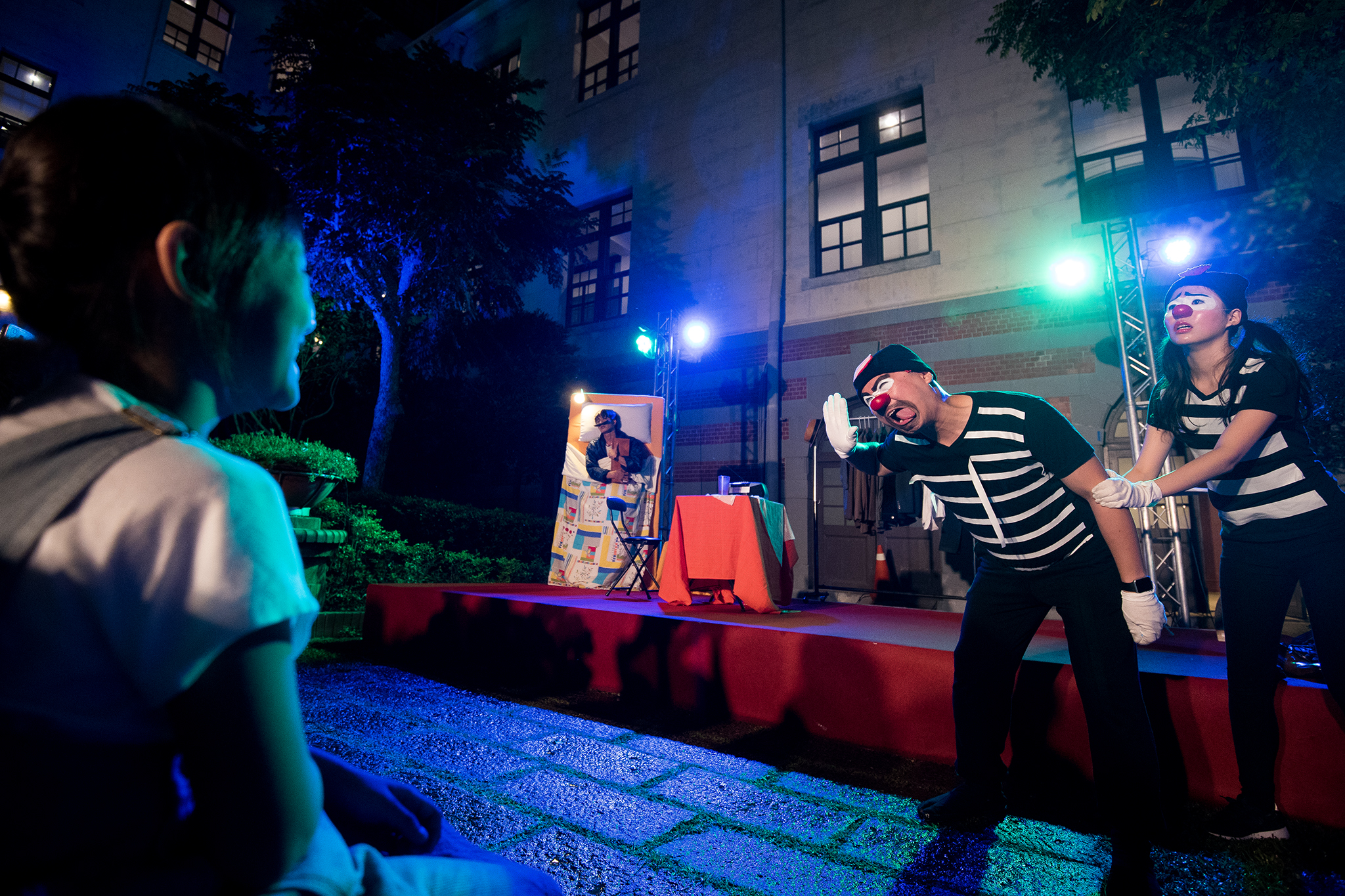
2017年，臺北